# 讀賣新聞集團本社
讀賣新聞集團本社（日语：／ Yomiuri shinbun gurūpu honsha */?）是日本讀賣新聞集團的控股公司，主要持股與管理讀賣新聞集團旗下的各家報社，同時具有整個集團的母公司功能。

## 沿革
- 1870年（明治3年） - 無限公司「日就社」在橫濱創立，當時為一家印刷業者。
- 1874年（明治7年）11月2日 - 日就社創立「讀賣新聞」。
- 1917年（大正6年）12月1日 - 日就社將商號改為「讀賣新聞社」。
- 1924年（大正13年）2月25日 - 由於經營困難，讀賣新聞社由曾任警視廳警務部部長的正力松太郎接手經營。
- 1934年（昭和9年）12月26日 - 正力松太郎創立「大日本東京棒球俱樂部」，即日後的日本職棒讀賣巨人隊。
- 1942年（昭和17年）8月5日 - 讀賣新聞社合併報知新聞社。
- 1947年（昭和22年）2月15日 - 讀賣新聞社買下大日本東京棒球俱樂部的全部股權，其商號則更改為「讀賣興業」。
- 1950年（昭和25年）1月25日 - 讀賣巨人從讀賣興業獨立為個別企業。
- 1951年（昭和26年）3月30日 - 讀賣巨人的企業主體併回讀賣興業。
- 1952年（昭和27年）11月25日 - 子公司「大阪讀賣新聞社」開始在大阪市發行以關西地方為對象的「大阪讀賣新聞」。
- 1959年（昭和34年）5月1日 - 讀賣新聞社在北海道札幌市設立「讀賣新聞北海道支社」，開始讀賣新聞的現地印刷。
- 1961年（昭和36年）5月25日 - 讀賣新聞社在富山縣高岡市設立「讀賣新聞北陸支社」，開始讀賣新聞的現地印刷。
- 1964年（昭和39年）9月23日 - 讀賣興業在北九州市以「讀賣新聞西部本社」之名，開始讀賣新聞的現地印刷。
- 1975年（昭和50年）3月25日 -  子公司「中部讀賣新聞社」開始在名古屋市發行以中部地方為對象的「中部讀賣新聞」。
- 1988年（昭和63年）2月1日 - 中部讀賣新聞社併入讀賣興業。
- 1992年（平成4年）6月22日 - 讀賣興業更名為「株式會社讀賣」（株式会社よみうり）。
- 1999年（平成11年）2月1日 - 買下陷入經營困難的中央公論社，另設中央公論新社負責經營。
- 2002年（平成14年）7月1日 - 讀賣集團進行企業重組：讀賣新聞社改組為擔負控股功能的「讀賣新聞集團本社」，原有的報紙出版業務由新成立的「讀賣新聞東京本社」承接；旗下肩負多項事業經營的株式會社讀賣則分割解散。
- 2010年（平成22年）10月1日 - 隨著原在東京大手町的總部大樓進行改建，暫時遷址至銀座的原日產汽車總部大樓（東京都中央區銀座6丁目17番1號；電話號碼維持原號，專用郵遞區號則改為「104-8243」）。
- 2014年（平成26年）1月6日 - 總部大樓改建完成，讀賣新聞集團本社與東京本社遷回原址[2]。

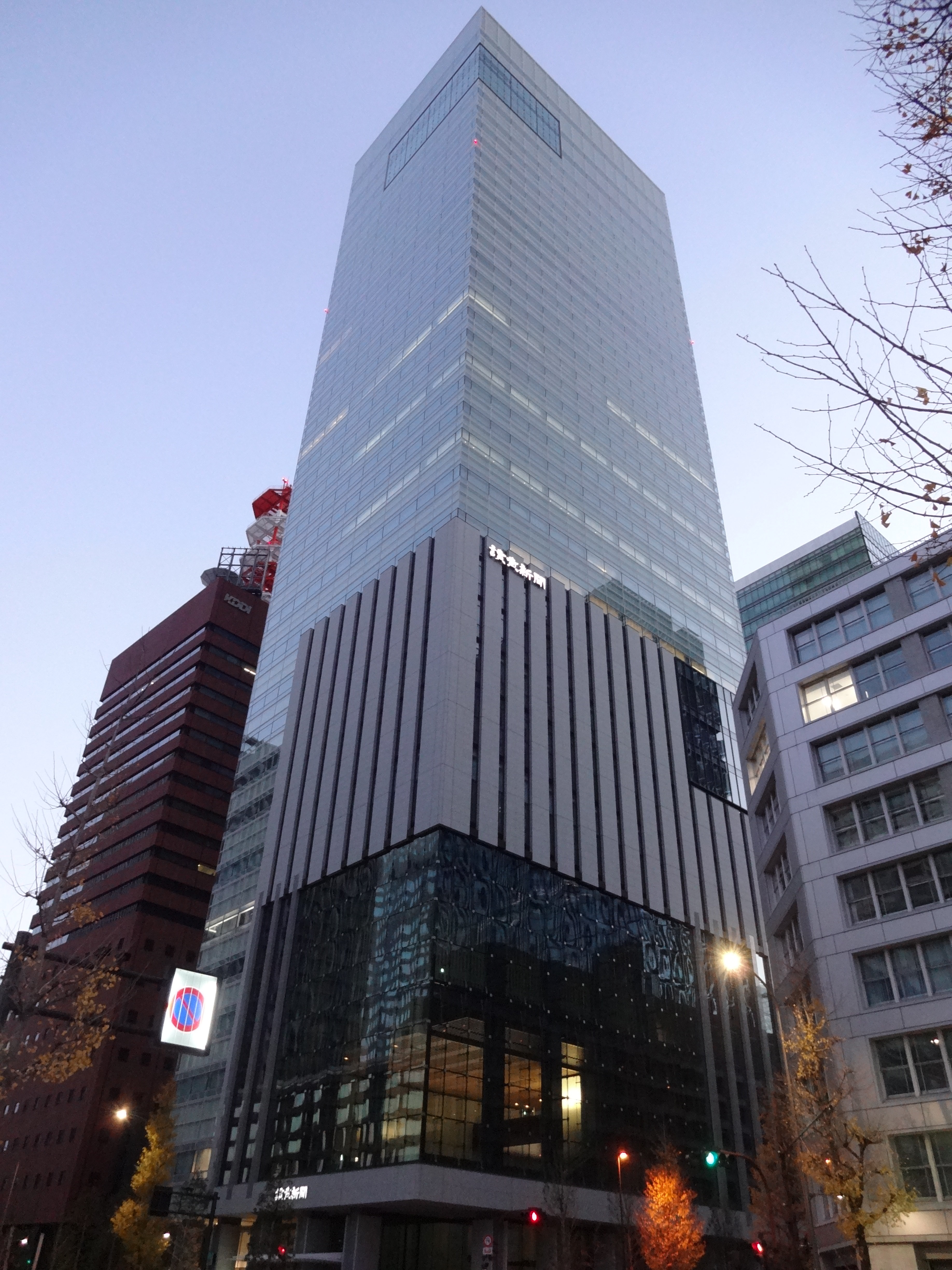
位於東京大手町的讀賣新聞大廈，為讀賣新聞集團本社與東京本社所在地
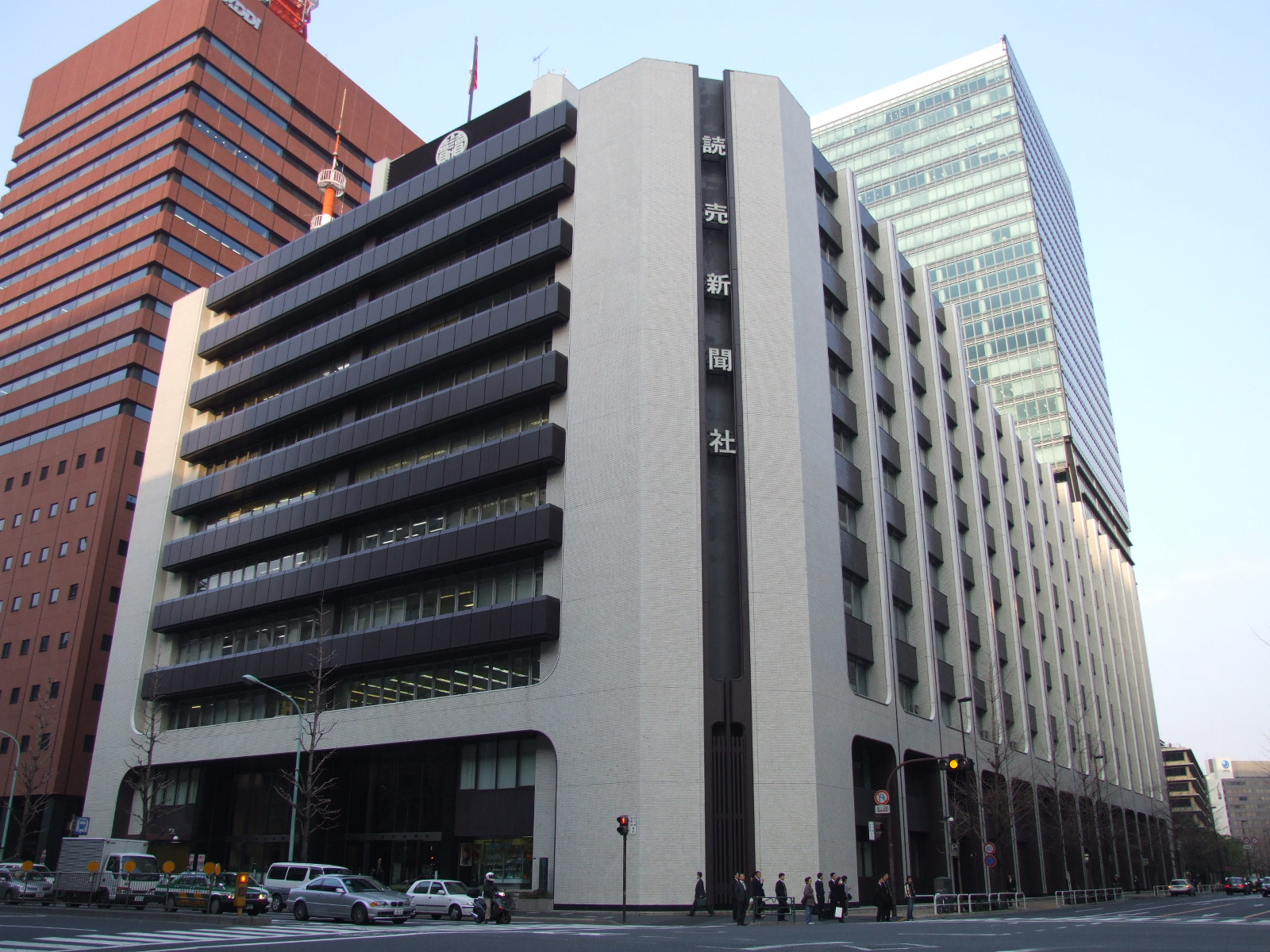
已改建的舊讀賣新聞集團本社大樓
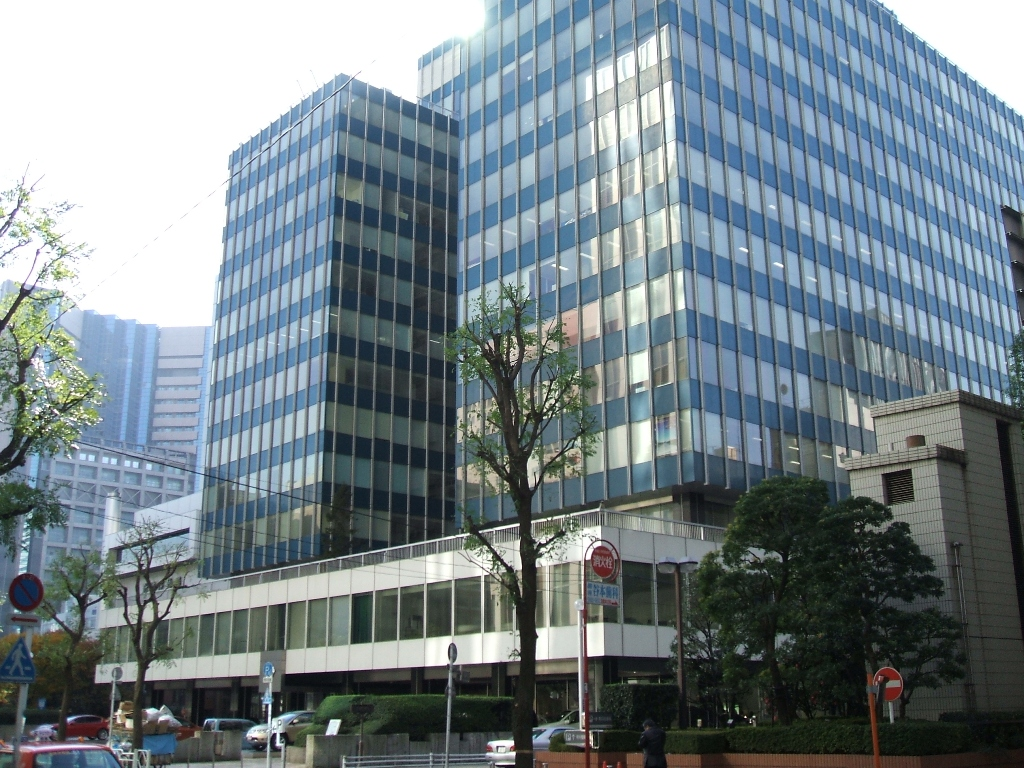
讀賣新聞集團本社大樓改建期間，暫遷東京銀座的原日產汽車總部大樓

## 集團核心企業
- 株式會社讀賣新聞東京本社
  - 北海道支社
  - 北陸支社
  - 中部支社
- 株式會社讀賣新聞大阪本社
- 株式會社讀賣新聞西部本社
- 株式會社中央公論新社
- 株式會社讀賣巨人軍

## 其他關係企業、法人
- 株式會社報知新聞社
  - 株式會社體育報知西部本社
- 株式會社福島民友新聞社（福島民友）
- 株式會社旅行讀賣出版社
- 東京媒體製作株式會社
- 日本電視控股株式會社
- 讀賣電視放送株式會社
- 株式會社CS日本
- 株式會社伊卡洛斯
- 株式會社讀賣情報開發
- 株式會社讀賣TASK
- 株式會社讀賣資訊服務
- 株式會社讀賣電腦
- 株式會社讀賣樂園
- 株式會社讀賣旅行
- 讀賣高爾夫株式會社（讀賣鄉村俱樂部）
- 財團法人讀賣日本交響樂團
- 讀賣文化中心聯盟
  - 株式會社讀賣・日視文化中心
  - 株式會社大阪讀賣文化中心
  - 株式會社讀賣文化中心（讀賣文化中心千里中央）
  - 讀賣FBS文化中心株式會社
  - 西部讀賣文化中心株式會社（讀賣KRY文化中心）
- 學校法人讀賣理工学院
- 株式會社銀座春天百貨
- 株式會社東京讀賣服務
- 大阪讀賣不誤株式會社
- 讀賣不動産株式會社
- 株式會社讀賣媒體中心
- 株式會社YOMIX
- 株式會社讀賣系統科技
- 讀賣香港有限公司
- 株式會社讀賣AGENCY
- 社会福祉法人讀賣光與愛的事業團

## 外部連結
- 讀賣新聞企業網站（页面存档备份，存于） （日語）（英文）
- 讀賣新聞線上版（页面存档备份，存于）（日語）